# Lusers
Lusers es una película chileno-peruana-argentina de comedia y aventura, protagonizada por el peruano Carlos Alcántara, el chileno Felipe Izquierdo y el argentino Pablo Granados. Esta película "revive" el clásico chiste del peruano, el chileno y el argentino, respectivamente.
Está producida por Tondero Films y Bamboosa, y dirigida por Ticoy Rodríguez, y, fue estrenada el 1 de octubre de 2015 a nivel nacional e internacional. Con esta película las distribuidoras Tondero y Bamboosa fueron por primera vez juntas al extranjero.

## Sinopsis
Un peruano, un chileno y un argentino viven un accidentado viaje rumbo al Mundial de Brasil 2014 que los lleva a pasar penurias en la selva amazónica y, finalmente, a convertirse en amigos.

## Reparto
- Carlos Alcántara - Edgar
- Felipe Izquierdo - Aníbal
- Pablo Granados - Rolo
- Gaby Espino - Viuda Negra
- Cristián de la Fuente - Pedro
- Claudia Portocarrero - Nativa
- Andrea Montenegro - Brasileña
- Carlos Carlín - Amigo de Edgar

## Soundtrack
- Otra como tú de Eros Ramazzotti
- Lusers (canción)
- Una amistad sin fronteras de Pablo Granados
- Night Fever de Bee Gees (versión en español)
- La vida sigue igual de Sandro (en los créditos finales)

## Recepción
La película tuvo una crítica de 5.1/10, la película fue calificada como "apenas comedia en unas partes, en otras nada", a diferencia de otras cintas de Tondero como ¡Asu Mare!, ¡Asu mare! 2 o A los 40. El día del estreno, la película fue vista por más de 40 mil espectadores, superando a The Martian, pero en Chile no tuvo gran acogida, logrando solo atraer 565 espectadores en su primer día. Lusers en todo su recorrido se convirtió en la segunda película peruana más vista del 2015.